# Amerila erythropus
Amerila erythropus är en fjärilsart som beskrevs av Rothschild 1917. Amerila erythropus ingår i släktet Amerila och familjen björnspinnare. Inga underarter finns listade i Catalogue of Life.